# Leonard van Utrecht
Leonard van Utrecht (ur. 25 lutego 1969 w Noordwijk) – holenderski piłkarz, występujący na pozycji napastnika.

## Życiorys
W latach 1989–1992 był juniorem VV Noordwijk. Seniorską karierę rozpoczynał w SBV Excelsior, a w 1994 roku został zawodnikiem SC Cambuur. W listopadzie 1995 roku przeszedł do występującego w Serie A Calcio Padova. W lidze zadebiutował 19 listopada w wygranym 3:0 meczu z Bari. W sezonie 1995/1996 rozegrał 20 meczów w lidze, z czego jedynie dwa w pełnym wymiarze czasowym, i zdobył jedną bramkę (przeciwko Atalancie). W 1996 roku spadł z Padovą do Serie B, a w listopadzie powrócił do Cambuur. Z tym klubem awansował w sezonie 1997/1998 do Eredivisie. W najwyższej holenderskiej klasie rozgrywkowej zadebiutował 22 sierpnia 1998 roku w zremisowanym 1:1 spotkaniu z PSV Eindhoven, zaś pierwszego gola w tej lidze zdobył 17 marca 1999 roku w przegranym 1:5 spotkaniu z Feyenoordem. Ogółem rozegrał 60 spotkań w Eredivisie. W 2000 roku spadł z klubem z ligi. W sezonie 2001/2002 występował w ADO Den Haag, po czym grał w VV Noordwijk. Karierę zakończył w 2003 roku.

## Statystyki ligowe
| Sezon         | Klub          | Liga           | Mecze | Gole |
| ------------- | ------------- | -------------- | ----- | ---- |
| 1992/1993     | SBV Excelsior | Eerste divisie | 31    | 8    |
| 1993/1994     | SBV Excelsior | Eerste divisie | 32    | 4    |
| 1994/1995     | SC Cambuur    | Eerste divisie | 31    | 5    |
| 1995/1996 (j) | SC Cambuur    | Eerste divisie | 12    | 2    |
| 1995/1996     | Calcio Padova | Serie A        | 20    | 1    |
| 1996/1997 (j) | Calcio Padova | Serie B        | 8     | 1    |
| 1996/1997     | SC Cambuur    | Eerste divisie | 10    | 2    |
| 1997/1998     | SC Cambuur    | Eerste divisie | 31    | 2    |
| 1998/1999     | SC Cambuur    | Eredivisie     | 27    | 2    |
| 1999/2000     | SC Cambuur    | Eredivisie     | 33    | 4    |
| 2000/2001     | SC Cambuur    | Eerste divisie | 29    | 1    |
| 2001/2002     | ADO Den Haag  | Eerste divisie | 22    | 2    |
| 2002/2003     | VV Noordwijk  | Hoofdklasse    | 16    | 1    |